# Hedyscepe
Hedyscepe, monotipski rod palmi smješten u podtribus Rhopalostylidinae ili Ptychospermatinae, dio tribusa Areceae, potporodica Arecoideae. Jedina je vrsta H. canterburyana endem sa otoka Lord Howe.

## Sinonimi
- Kentia canterburyana C.Moore & F.Muell.
- Veitchia canterburyana (C.Moore & F.Muell.) H.Wendl.